# Adrien Louveau
Adrien Louveau (ur. 1 lutego 2000 w Lille) – francuski piłkarz, występujący na pozycji obrońcy. Od 2024 roku zawodnik Girondins Bordeaux.

## Życiorys
Junior US Marquette, a od 2012 roku – RC Lens. W 2019 roku został wcielony do seniorów Lens, występując przeważnie w rezerwach. Ogółem dla rezerw rozegrał 43 mecze ligowe. 18 kwietnia 2021 roku rozegrał jedyny mecz w pierwszej drużynie, występując przeciwko Stade Brestois 29 w spotkaniu w ramach Ligue 1 (1:1). W lipcu 2023 roku został piłkarzem ŁKS Łódź. W ekstraklasie zadebiutował 4 sierpnia w wygranym 2:1 spotkaniu z Koroną Kielce. Ogółem w najwyższej polskiej klasie rozgrywkowej wystąpił w 23 meczach. W 2024 roku spadł z ŁKS do I ligi. Pod koniec sierpnia 2024 roku przeszedł do Girondins Bordeaux.

## Statystyki ligowe
| Sezon         | Klub      | Liga        | Mecze | Gole |
| ------------- | --------- | ----------- | ----- | ---- |
| 2018/2019     | RC Lens B | National 2  | 3     | 0    |
| 2019/2020     | RC Lens B | National 2  | 4     | 0    |
| 2020/2021     | RC Lens   | Ligue 1     | 1     | 0    |
| 2021/2022     | RC Lens B | National 2  | 9     | 0    |
| 2022/2023     | RC Lens B | National 3  | 19    | 3    |
| 2023/2024     | ŁKS Łódź  | Ekstraklasa | 23    | 0    |
| 2024/2025 (j) | ŁKS Łódź  | I liga      | 2     | 1    |